# Enric Llansana
Enric Llansana Beuse (* 12. April 2001 in Cambrils, Spanien) ist ein niederländischer Fußballspieler. Er spielte seit seiner Jugend für Ajax Amsterdam und wechselte 2022 zu den Go Ahead Eagles Deventer. Er ist niederländischer Nachwuchsnationalspieler.

## Karriere

### Verein
Enric Llansana, Sohn eines spanischen Vaters und einer niederländischen Mutter, zog nach der Scheidung seiner Eltern in die Niederlande und ließ sich mit seiner Mutter in Purmerend in der Provinz Noord-Holland nieder, wo er bei VV Purmersteijn mit dem Fußballspielen anfing. Danach wechselte er in die Nachwuchsakademie von Ajax Amsterdam. In der Saison 2016/17 kam er zu zwei Einsätzen für die B-Jugend (U17) in der B-Junioren Eredivisie und wurde am Ende der Saison niederländischer B-Jugend-Meister, bevor er sich eine Saison später einen Stammplatz erkämpfte und in allen 13 Vorrundenpartien zum Einsatz kam und sich für die Endrunde qualifizierte, in der Llansana in elf Spielen zum Einsatz kam. Dabei schoss er bei der 1:3-Niederlage gegen die Alterskollegen von Sparta Rotterdam das einzige Tor der Amsterdamer. Zum Ende der Saison, in der er auch erstmals in der A-Jugend (U19) zum Einsatz gekommen war, wurde die B-Jugend von Ajax Amsterdam Dritter. Am 18. Mai 2018 erhielt Enric Llansana seinen ersten Profivertrag mit einer Laufzeit bis zum 30. Juni 2021. In der Saison 2018/19, seinem ersten Jahr in der A-Jugend, spielte er in drei Partien in der UEFA Youth League, wobei ihm beim 8:1-Sieg im Auswärtsspiel gegen AEK Athen ein Tor gelang. In der Vorrunde der A-Junioren Eredivisie spielte der gebürtige Katalane aufgrund einer Knöchelverletzung lediglich in acht von 13 Partien, gehörte allerdings in der folgenden Endrunde wieder zu den Stammspielern und erzielte in 13 Partien ein Tor; zum Ende der Saison wurde Llansana A-Jugend-Meister und gewann auch den A-Jugend-Pokal, wobei er in allen fünf Partien zum Einsatz kam.
Während der Saison, am 25. März 2019, lief Enric Llansana beim 3:3 in der zweiten niederländischen Liga gegen die Reserve des FC Utrecht erstmals für die Reservemannschaft der Amsterdamer auf.
Im Sommer 2022 wechselte Llansana zu Go Ahead Eagles Deventer. Nachdem er dort drei Saisons als Stammspieler zugebracht hatte, schloss er sich im Sommer 2025 dem RSC Anderlecht an.

### Nationalmannschaft
Nach mindestens einer Partie für die niederländische U15-Nationalmannschaft und sieben für die U16 qualifizierte Enric Llansana sich 2018 mit der niederländischen U17 für die Europameisterschaft 2018 in England, gehörte allerdings nicht zum Kader. Für diese Altersklasse schoss er in sieben Spielen ein Tor. Nach sechs Spielen für die niederländische U18-Nationalmannschaft wurde Llansana für den Kader der niederländischen U19-Nationalelf für die Freundschaftsspiele gegen Portugal und Italien nominiert.